# Conus tribunus
Conus tribunus é uma espécie de gastrópode do gênero Conus, pertencente a família Conidae.